# Атанас Бучков
 Тази статия е за българския литературен историк.  За българския революционер вижте Атанас Бучков (революционер).  
Атанас Вангелов Бучков е български литературен историк, доцент по теория на литературата в Пловдивския университет „Паисий Хилендарски“ (от 1997).

## Биография
Роден е през 1949 г. Завършва Великотърновския университет, където започва работа като асистент. От 1978 г. е асистент по теория на литературата в Пловдивския университет. Заедно с това е редактор на бюлетина „Пловдив“, където публикува литературна критика. Защитава докторска дисертация на тема „Читателят и онтологичните основания на литературно-творческия акт (върху теоретичното наследство на М. М. Бахтин)“ (1993).
Дългогодишен ръководител е на катедра „Българска литература и теория на литературата“ в Пловдивския университет.
Бучков е един от основателите на филиала на Пловдивския университет в Смолян. Два мандата е негов директор.
Бил е три години лектор по български език и литература в Санктпетербургския държавен университет.
Умира внезапно на 2 август 2021 г.